# Xu Yuhua (judoka)
Xu Yuhua –en xinès, 徐玉华– (Binzhou, 2 de març de 1983) és una esportista xinesa que va competir en judo, guanyadora d'una medalla d'or als Jocs Asiàtics de 2006, i una medalla de bronze al Campionat Asiàtic de Judo de 2012.

## Palmarès internacional
| Jocs Asiàtics     | Jocs Asiàtics         | Jocs Asiàtics | Jocs Asiàtics |
| Any               | Lloc                  | Medalla       | Categoria     |
| ----------------- | --------------------- | ------------- | ------------- |
| 2006              | Doha ( Qatar)         | 1             | –63 kg        |
| Campionat Asiàtic |                       |               |               |
| Any               | Lloc                  | Medalla       | Categoria     |
| 2012              | Taskent ( Uzbekistan) | 3             | –63 kg        |